# Andrzej Rzepliński
Andrew Rzepliński (Ciechanów, 26 novembre 1949) è un criminologo e giudice polacco, presidente del Tribunale costituzionale polacco tra il 2010 e il 2016.

## Biografia
Nato a Ciechanów, nel voivodato della Masovia, da Helena e Klemens Rzepliński, si è laureato nel 1971 presso la facoltà di legge e amministrazione all'Università di Varsavia. Nel 1978 ha portato a termine il dottorato in criminologia e nel 1990 ha ricevuto l'abilitazione professionale.
Negli anni settanta ha lavorato presso l'Istituto di prevenzione e riabilitazione sociale dell'università, venendo promosso professore e poi preside della Facoltà di Scienze Sociali Applicate e Risocializzazione tra il 2002 e il 2005.
Nel marzo 1981 si è iscritto al partito comunista, dimettendosi nel dicembre dello stesso anno. Inoltre negli anni ottanta ha fatto parte del sindacato Solidarność, partecipando al Centro per le iniziative dei diritti cittadini.
Fa parte del Comitato di Helsinki per la Polonia, ed è stato nominato segretario del consiglio della Fondazione Helsinki per i diritti umani. Collabora come esperto con le Nazioni Unite, con il Consiglio d'Europa e con l'Organizzazione per la sicurezza e la cooperazione in Europa.
È specializzato nel campo della criminologia, del diritto penale e dei diritti umani. Come esperto parlamentare ha lavorato sulla legge della Memoria Nazionale ed è presidente del Consiglio per l'Istituto della Memoria Nazionale di Leon Kieres.
Nei mesi di giugno e luglio 2005 si candida, su raccomandazione della Piattaforma Civica, per la posizione di mediatore, in relazione alla scadenza del mandato di Andrzej Zoll.  Al primo tentativo, nel mese di giugno 2005 non riceve l'approvazione dalla Dieta, tuttavia, una volta respinta la sua candidatura dal comitato dell'Alleanza della Sinistra Democratica si dimette dal Senato della Repubblica Polacca.
Il 18 dicembre 2007 viene nominato giudice del Tribunale costituzionale polacco, diventandone presidente il 3 dicembre 2010. Ha terminato il proprio mandato, sia come presidente che giudice, il 19 dicembre 2016.